# 阿诺尔德·容克
阿诺尔德·容克（德語：Arnold Jonke，1962年12月25日—），奥地利男子赛艇运动员。他曾代表奥地利参加1988年、1992年、1996年和2000年夏季奥林匹克运动会赛艇比赛，其中1992年奥运会获得一枚银牌。